# Pomphus zielinskii
Pomphus zielinskii – gatunek chrząszcza z rodziny ryjkowcowatych i podrodziny Entiminae.

## Taksonomia
Gatunek ten został opisany po raz pierwszy w 2001 roku przez Jarosława Kanię na łamach „Annales Zoologici”. Jako miejsce typowe wskazano Bernabé de la Bat w namibijskim Parku Narodowym Waterberg. Epitet gatunkowy nadano na cześć koszykarza Macieja Zielińskiego.

## Morfologia
Chrząszcz o owalnym w zarysie ciele długości między 2,9 a 3,5 mm i szerokości między 1,6 a 1,9 mm. Oskórek gęsto porastają przylegające łuski oraz dość grube, nieco zagięte, ku szczytom zwężone, sterczące szczecinki. Wśród łusek dominują brązowe lub jasnobrązowe i perłowe, natomiast na pokrywach znaleźć można przy szwie pasek łusek rdzawych lub różowych.
Głowa jest czarna z czerwonobrązowymi czułkami. Ryjek ma na grzbiecie pośrodkowe żeberko rozciągające się od poprzecznej bruzdy i guzowato pogrubione u nasady, a po jego bokach wzdłużne wciski. W przeciwieństwie do innych przedstawicieli rodzaju nerkowate oczy są słabo sklepione, a pod nimi występuje kępa sterczących na bok łusek. Za oczami głowa silnie zwęża się ku tyłowi. Czułki są krótkie, o masywnym pierwszym członie biczyka i niesymetrycznej buławce.
Przedplecze u samca jest między 1,6 a 1,8 raza, a u samicy około 1,9 raza szersze niż dłuższe, po bokach wyraźnie zaokrąglone, nieprzewężone przy krawędziach, o wyraźnie, choć niegłęboko wykrojonym pośrodku brzegu przednim i zaokrąglonych kątach. Pośrodkowa bruzda rozciąga się od środka długości przedplecza do tylnego brzegu. Tarczka nie jest zewnętrznie widoczna. Owalne, najszersze w połowie pokrywy są nieprzewężone u nasady i mają lekko zaokrąglone brzegi boczne, drobno punktowane rzędy oraz szerokie i nieznacznie sklepione międzyrzędy. Sterczące szczecinki na każdym międzyrzędzie tworzą pojedynczy szereg. Odnóża mają rząd krótkich kolców na szczytach goleni oraz bardzo wąskie, węższe niż u innych przedstawicieli rodzaju stopy o członie ostatnim trzykrotnie dłuższym niż trzeci.

## Rozprzestrzenienie
Owad afrotropikalny, znany tylko z lokalizacji typowej w Namibii.